# Graham McRae
Graham McRae (* 5. März 1940 in Wellington; † 4. August 2021) war ein neuseeländischer Automobilrennfahrer.

## Karriere
Die Formel-1-Karriere von Graham McRae war kurz. 1973 war er beim Großen Preis von Großbritannien auf einem Iso-Marlboro IR1 von Frank Williams Racing Cars am Start, doch schon in der ersten Runde blieb das Gaspedal stecken. In der Statistik geht dieser Defekt oft unter, da Jody Scheckter am Ende der ersten Runde eine Massenkollision auslöste und McRaes Ausfall in einigen Quellen als Folge dieses Unfalls erscheint. 1973 fuhr er auch das 500-Meilen-Rennen von Indianapolis, wurde 16. und Rookie of the Year.
McRae baute in Neuseeland sein eigenes Monoposto-Chassis und fuhr damit Formel-Rennen. 1969 kam er nach Europa und stieg mit einem Brabham, den im Jahr davor Piers Courage fuhr, in die Formel-2-Europameisterschaft ein. Vor und nach seinem Kurzauftritt in der Formel 1 bestritt er regelmäßig Formel-5000-Rennen auf einem McLaren M10 und war einer der erfolgreichsten Piloten der Formel 5000.
Nach einigen Saisons in der CanAm-Serie beendete McRae Mitte der 1980er-Jahre seine Rennkarriere. Er starb im August 2021 im Alter von 81 Jahren.